# Ваєн (муніципалітет)
Ваєн (дан. Mariagerfjord) — муніципалітет у регіоні Північна Ютландія королівства Данія. Площа — 718.2 квадратних кілометрів. Адміністративний центр муніципалітету — місто Гобро та Гадсунн.

## Населення
2012 року населення муніципалітету становило 42 429 осіб.